# Lomas de Venado
Lomas de Venado är en ort i Mexiko.   Den ligger i kommunen Salto de Agua och delstaten Chiapas, i den sydöstra delen av landet, 800 km öster om huvudstaden Mexico City. Lomas de Venado ligger 100 meter över havet och antalet invånare är 276.
Terrängen runt Lomas de Venado är huvudsakligen kuperad, men åt nordväst är den platt. Lomas de Venado ligger nere i en dal. Runt Lomas de Venado är det ganska glesbefolkat, med 45 invånare per kvadratkilometer. Närmaste större samhälle är San Juan Tulija, 7,5 km öster om Lomas de Venado. I omgivningarna runt Lomas de Venado växer i huvudsak städsegrön lövskog.